# El Damo
El Damo es una localidad de México, localizada en el municipio de Tenango de Doria en el estado de Hidalgo.

## Geografía
Se encuentra en la región geográfica de la Sierra de Tenango. A la localidad le corresponden las coordenadas geográficas 20° 19’ 40.809” de latitud norte y 98° 13’ 14.602” de longitud oeste; con una altitud de 1683 m s. n. m. Cuenta con un clima templado húmedo con abundantes lluvias en verano.
En cuanto a fisiografía se encuentra en la provincia de la Sierra Madre Oriental, dentro de la subprovincia del Carso Huasteco; su terreno es de sierra. En lo que respecta a la hidrografía se encuentra posicionado en la región Tuxpan-Nautla, dentro de la cuenca del río Tuxpan, y en la subcuenca del río Pantepec.

## Demografía
En 2020 registró una población de 996 personas, lo que corresponde al 5.69 % de la población municipal. De los cuales 481 son hombres y 515 son mujeres.
| Gráfica de evolución demográfica de El Damo entre 1930 y 2020                                |
|                                                                                              |
| Población de los censos y conteos del Instituto Nacional de Estadística y Geografía (INEGI). |